# Церковь Иисуса Христа Святых последних дней

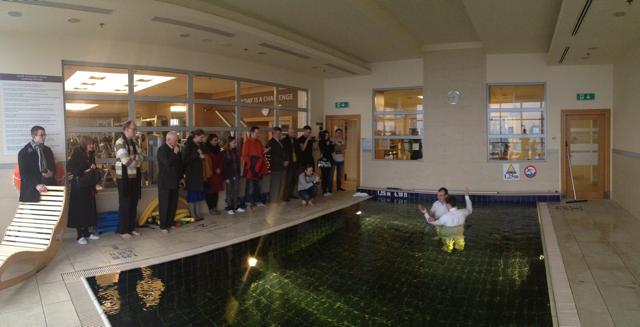
Обряд крещения в Церкви Иисуса Христа Святых последних дней

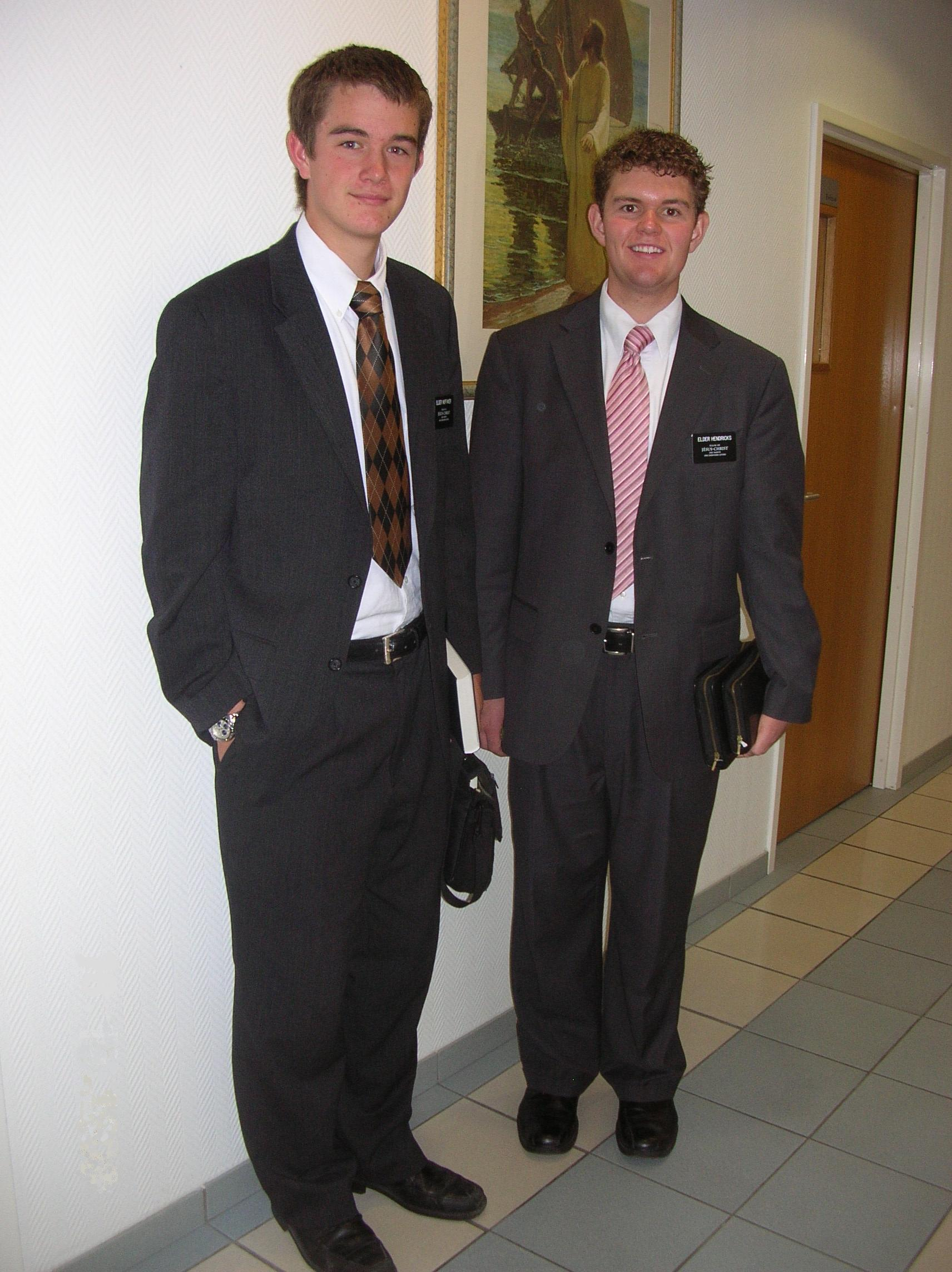
Миссионеры полностью посвящают от полутора до двух лет своей жизни проповедованию Евангелия

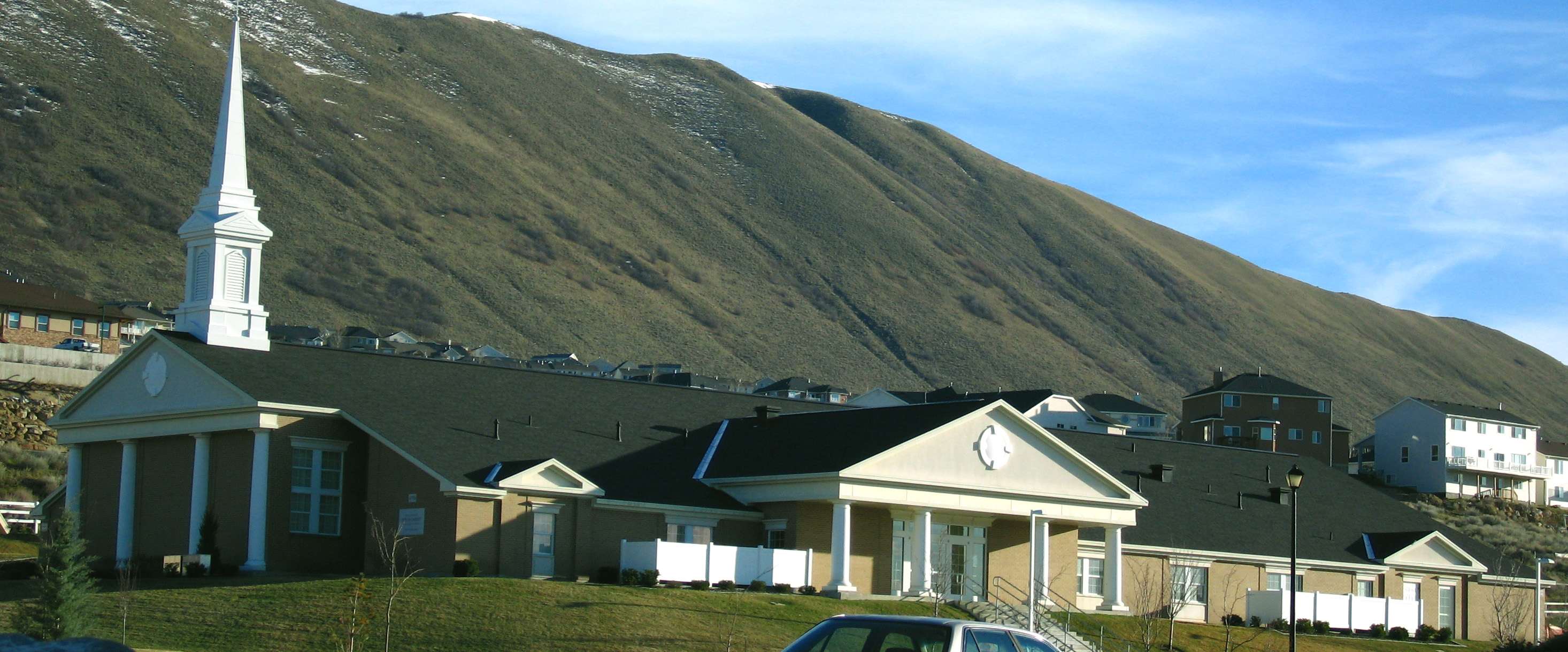
Дом собраний в штате Юта

Церковь Иисуса Христа Святых последних дней (англ. The Church of Jesus Christ of Latter-day Saints, иногда сокращается до Святые последних дней, «мормоны», СПД, ЦИХСПД) — религиозная организация реставрационистского происхождения, наиболее крупная ветвь мормонизма. Организация основана Джозефом Смитом в годы Второго великого пробуждения (1790—1840 гг.). Главное управление церкви находится в городе Солт-Лейк-Сити (штат Юта, США). Её конгрегации (приходы и «малые приходы») и храмы существуют во многих странах мира. Миссионерскую деятельность практически по всему земному шару по состоянию на 31 декабря 2012 года осуществляли более 58 тыс. человек. В русской дореволюционной и советской религиоведческой литературе, в некоторых современных русскоязычных справочных изданиях и источниках на других языках именуется сектой.
На родине мормонизма, в США, количество ЦИХСПД в конце 2023 года состояло 6 868 793 всех членов. 
Церковь Иисуса Христа Святых последних дней считает себя восстановленной раннехристианской церковью, созданной лично Иисусом Христом, которая исчезла в результате великого отступничества, последовавшего вскоре после смерти Апостолов Христа. Члены организации — «святые последних дней» считают веру в Иисуса Христа и искупление краеугольным камнем своей религии. Учение организации имеет некоторое сходство, но своими догмами о природе Бога и потенциале человеческого развития кардинальным образом отличается от христианских конфессий. Организация располагает открытым каноном, в который входят четыре священных текста: Библия (Ветхий и Новый Завет), Книга Мормона, Учение и заветы и Драгоценная жемчужина. Не считая Библии, основную часть канона организации составляют откровения, продиктованные Джозефом Смитом, а также комментарии и дополнения к Библии, тексты, которые считаются мормонами утраченными частями Библии, и прочие труды, приписываемые древним пророкам.
В соответствии с учением об откровении «святые последних дней» верят в то, что Иисус управляет организацией под руководством Небесного Отца, открывая свою волю её президенту, которого члены организации считают пророком, провидцем и носителем откровения. Сейчас в этой роли выступает Рассел М. Нельсон. Члены организации могут также получать индивидуальные откровения о своей частной жизни. Президент возглавляет иерархическую структуру, в основе которой лежат местные общины. Во главе последних находятся епископы, избранные из среды прихожан. Достойные мужчины, достигнув 12-летнего возраста, могут стать носителями священства (с 12 лет — в чине дьякона, с 14 — в чине учителя, с 16 лет — в чине священника). Женщины не имеют права занимать посты, предназначенные для носителей священства, но служат на других руководящих позициях. И мужчины, и женщины могут быть миссионерами. Церковь осуществляет широкую миссионерскую программу, в задачи которой входят не только проповедь, но и оказание гуманитарной помощи по всему миру. Членов организации призывают соблюдать сексуальную чистоту, заботиться о здоровье, поститься, соблюдать День Субботний, а также отдавать организации 10 % своих доходов — десятину. Мормоны практикуют также священные обряды, с помощью которых верующие заключают заветы с Богом, например, крещение, конфирмация, причастие, Целестиальный брак (запечатывание брачных уз на вечность).
CTR — (от англ. Choose the Right — «выбирай истину») — аббревиатура слогана Церкви Иисуса Христа, обычно используемая на эмблемах в качестве девиза среди её членов. Впервые фраза «Выбирай истину» была употреблена мормонами в одноимённом гимне организации из сборника детских гимнов. Гимн был написан старейшиной Джозефом Л. Таунсендом. В основном данная аббревиатура используется на выпускаемых организацией кольцах и браслетах.

### Географическое распространение и количество членов

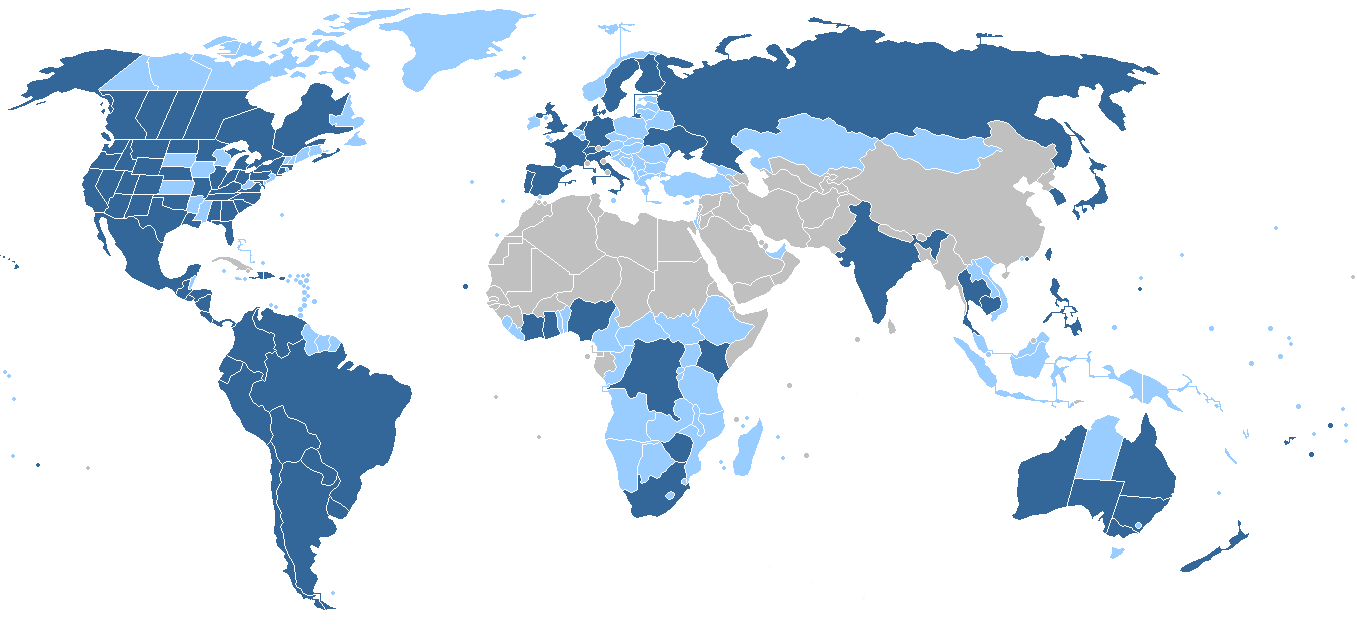
Страны и территории, в которых есть хотя бы один храм ЦИХСПД
Страны и территории без храмов, но с приходами и миссионерами
Страны и территории, в которых не существует представительства ЦИХСПД

### Иерархия священства

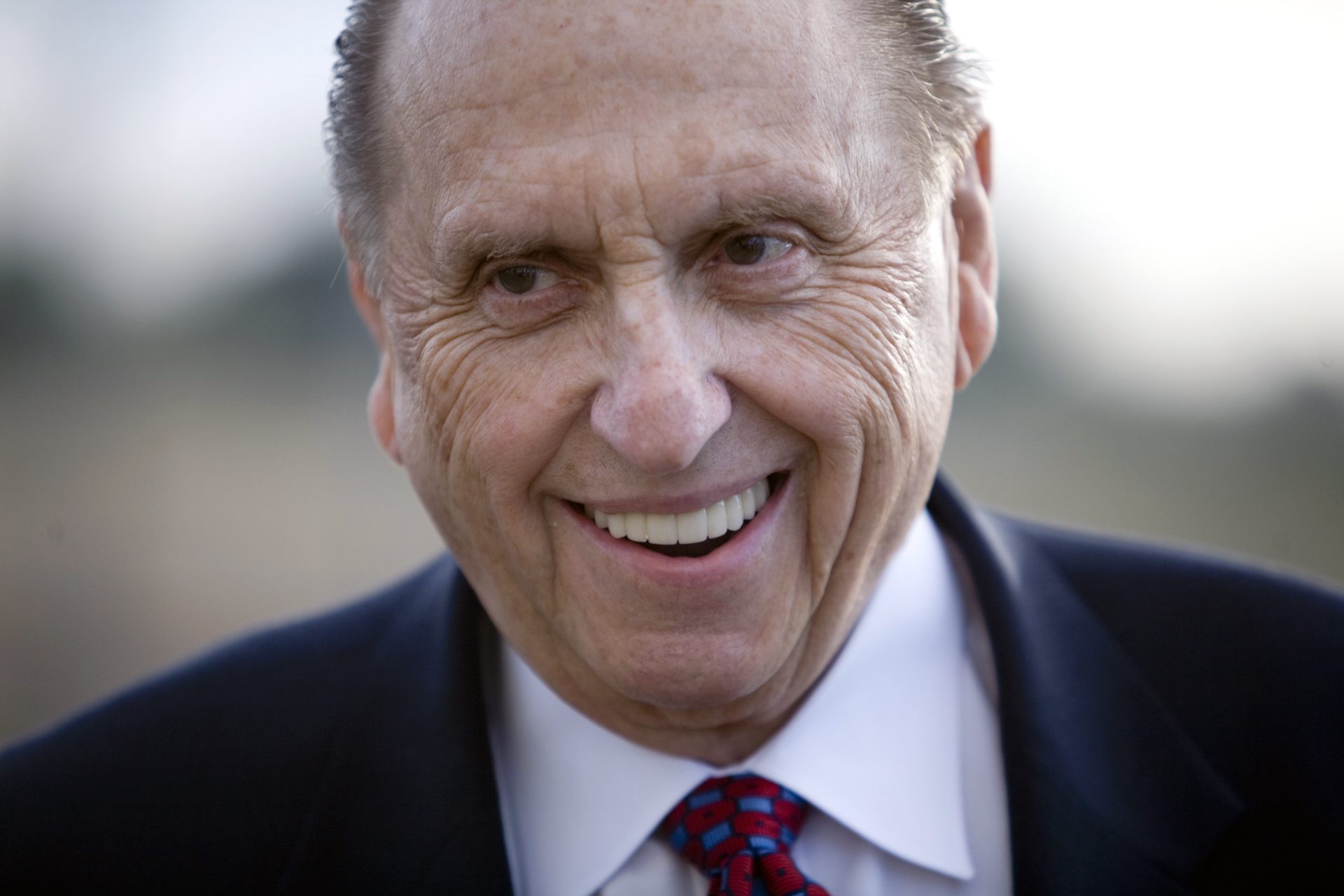
Томас Монсон, президент организации с 2008 по январь 2018 года

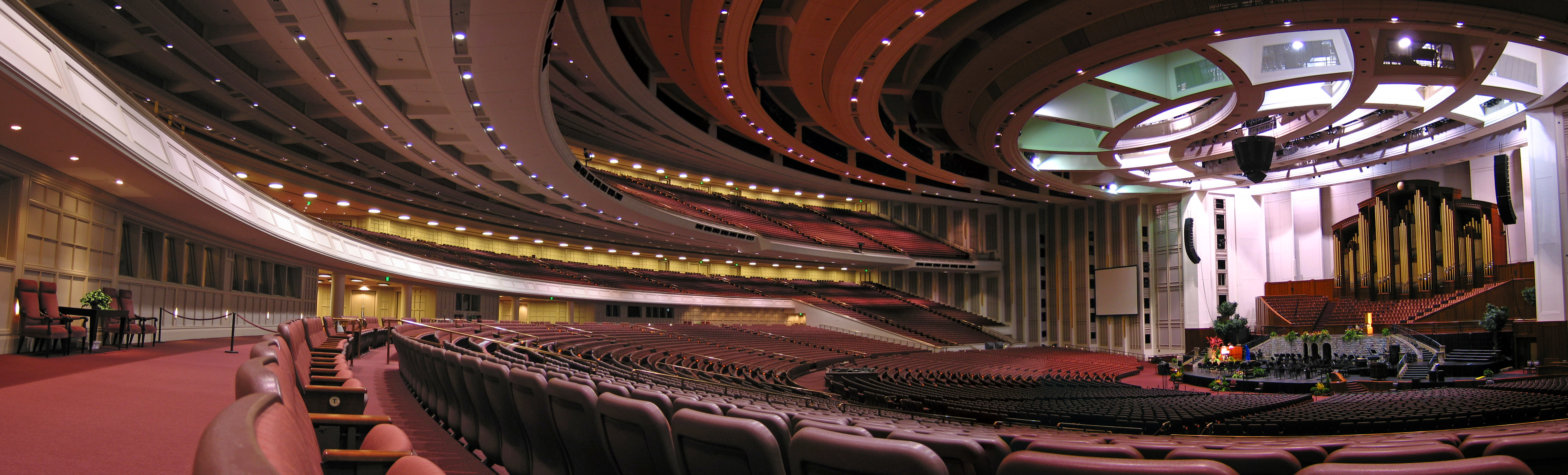
Внутреннее убранство конференц-центра, в котором дважды в год проходят генеральные конференции организации

### Программы и вспомогательные организации

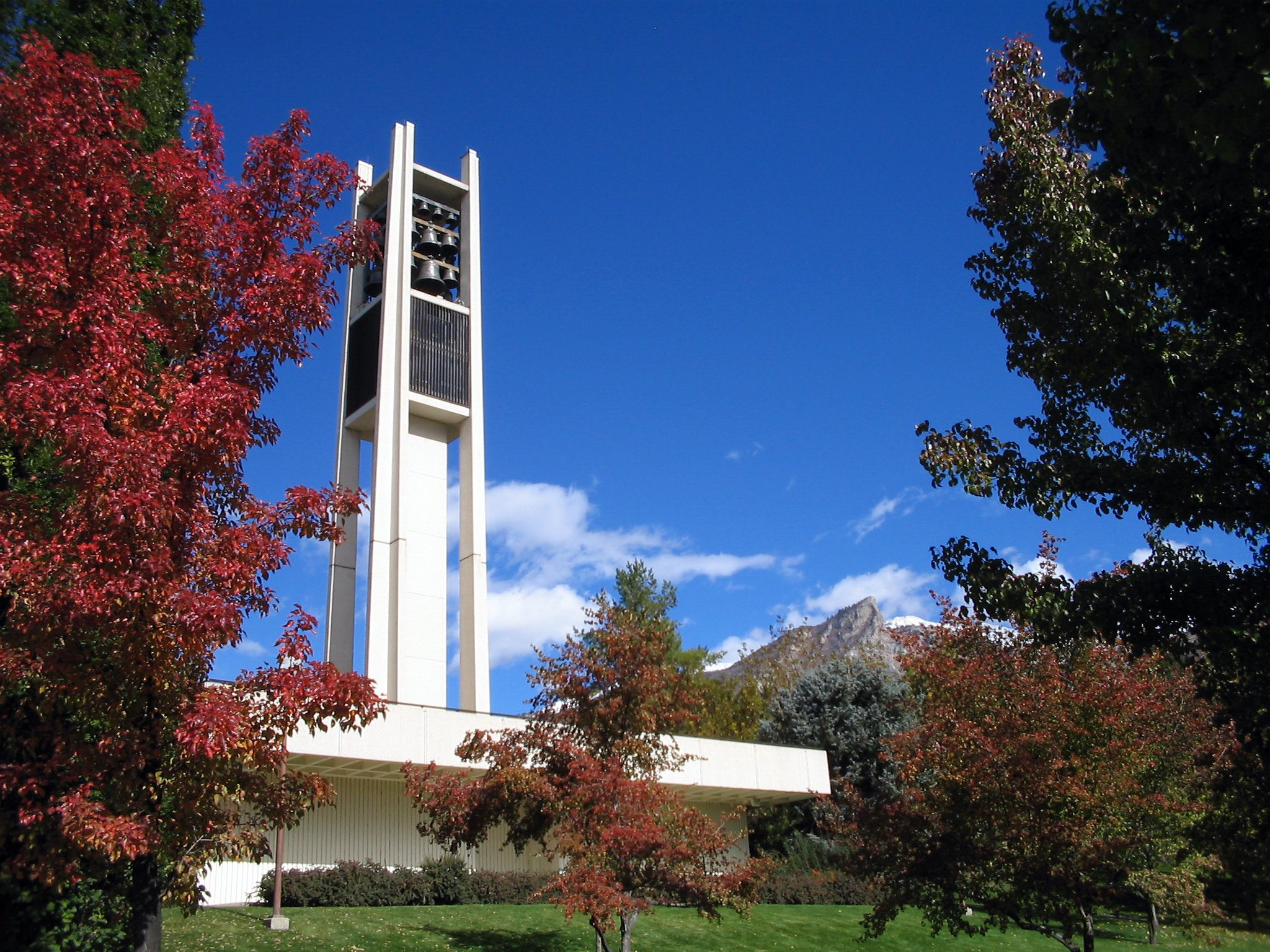
Карильон Университета имени Бригама Янга, одного из образовательных учреждений, спонсируемых церковью

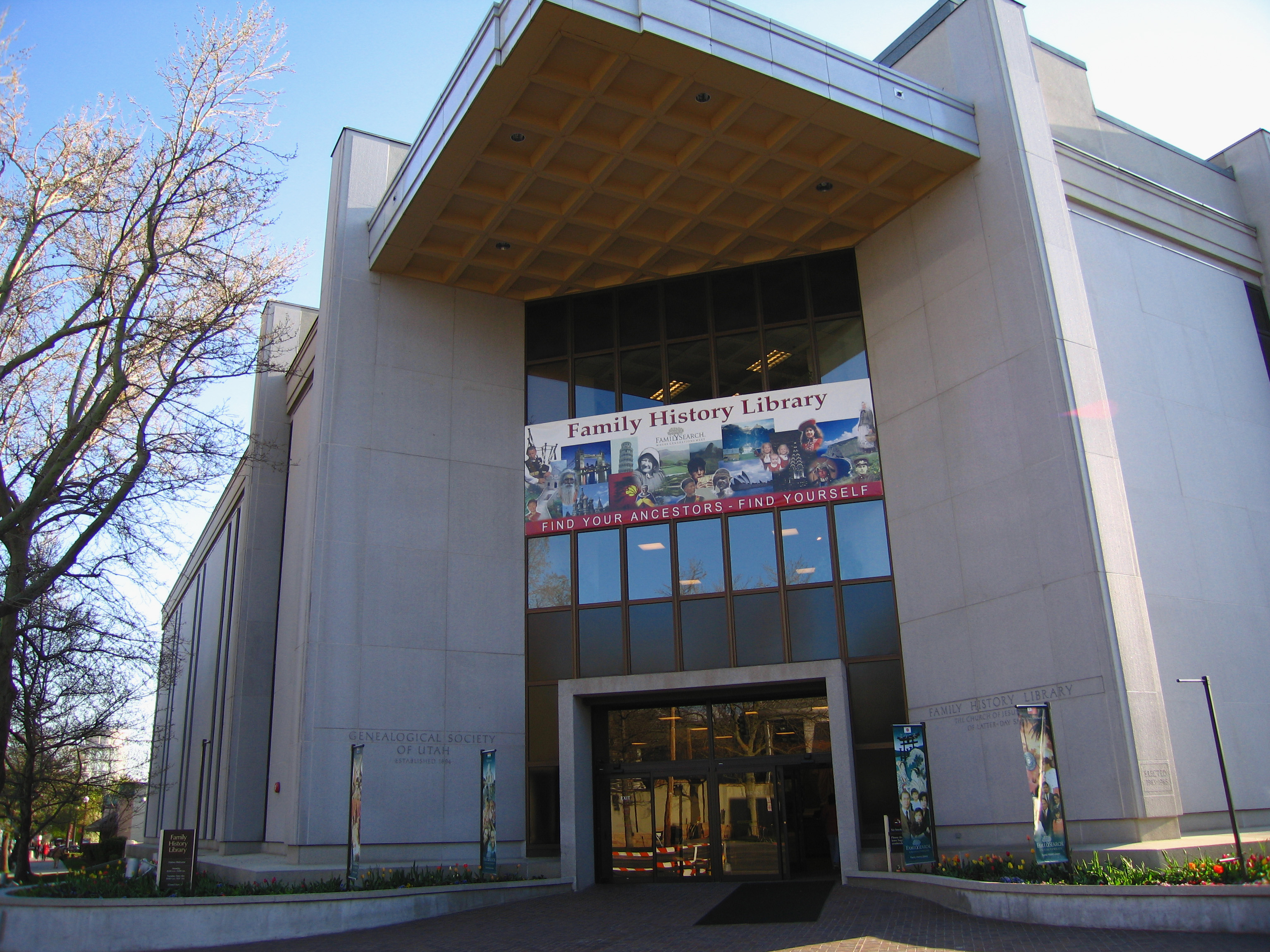
Библиотека семейной истории Церкви СПД — крупнейшее в мире учреждение, посвящённое генеалогическим исследованиям

## Мормоны на Украине

Киевский украинский храм

## История
История Церкви Иисуса Христа Святых последних дней, как правило, делится на три основных периода: (1) ранний, ограниченный жизнью Джозефа Смита, он является общим для всех общин движения святых последних дней; (2) «эпоха пионеров», когда организация находилась под руководством Бригама Янга и его преемников XIX века; (3) современная эпоха, начавшаяся на рубеже XX века, когда Юта обрела статус штата.

### Истоки

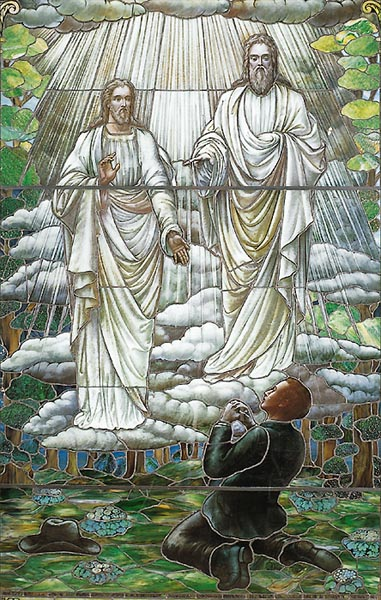
Члены организации верят в то, что Джозеф Смит был призван быть современным пророком, будучи посещён Богом-Отцом и Иисусом Христом

Мормоны считают, что Церковь Иисуса Христа святых последних дней была основана Джозефом Смитом 6 апреля 1830 года на западе штата Нью-Йорк в городе Манчестер. Первые прихожане были привлечены появлением Книги Мормона, которая сама себя называет летописью коренных американских пророков, переведённой Смитом с золотых пластин.
Смит стремился основать в Северной Америке Новый Иерусалим под названием Сион. В 1831 организация переехала в Киртланд (штат Огайо), который был провозглашён восточной границей Сиона, и приступила к созданию форпоста в округе Джексон (штат Миссури), который считался центром Сиона. Со временем туда должна была переехать штаб-квартира организации. Однако в 1833 местные жители изгнали святых последних дней из округа Джексон, и организация не смогла вернуть себе землю даже с помощью военизированной экспедиции. В Киртланде, тем не менее, церковь процветала. Там были опубликованы новые откровения Смита и построен храм как место новой Пятидесятницы. Киртландская эпоха завершилась в 1838, когда организацию потряс финансовый скандал. Многие прихожане покинули организацию. Вместе с оставшимися Смит переехал в Фар-Уэст (штат Миссури), где встретил жёсткую оппозицию со стороны местного населения. Считая святых последних дней мятежниками, губернатор штата Миссури постановил, что они должны быть «уничтожены либо изгнаны из штата». В 1839 мормоны построили на болотистых берегах реки Миссисипи город Наву (штат Иллинойс), который стал новой штаб-квартирой организации.
Наву рос быстро, поскольку миссионеры, посланные в том числе в Европу, обеспечивали постоянный поток новообращённых. Именно в это время Джозеф Смит ввёл многожёнство среди своего ближайшего окружения. Кроме того, он ввёл обряды, которые, по его словам, были открыты ему Богом, дабы праведники могли стать богами («сонаследниками Христу») после смерти, а также систему светского управления, которое будет руководить Землёй в Тысячелетие.
Многие местные жители были недовольны властью мормонов. Их беспокойство усилилось после того, как Джозеф Смит закрыл газету, критиковавшую многожёнство, теократию и другие установления организации. После этого Смит был арестован по нескольким обвинениям, включая измену родине. Находясь в тюрьме, Джозеф Смит и его брат Хайрам Смит (который воспринимался как наследник старшего брата) были убиты 27 июня 1844 года.
После смерти Джозефа Смита разразился кризис преемника. Большинство последователей избрали своим новым предводителем Бригама Янга, который был близким другом Смита и руководителем Кворума двенадцати апостолов. Другие группы святых последних дней выбрали себе своих лидеров — так образовались многочисленные деноминации в рамках движения святых последних дней.

### Пионеры церкви

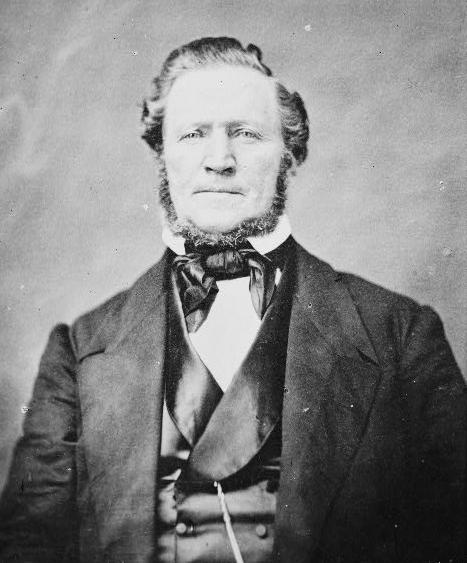
Бригам Янг руководил Церковью Иисуса Христа Святых последних дней с 1844 года до своей смерти в 1877 году

Прежде чем Янг утвердился у власти, ему пришлось выдержать жестокую борьбу, в процессе которой вдова Смита со сторонниками отделилась и основала свою общину, отрицавшую многожёнство; она существует до сих пор («Реорганизованная Церковь Иисуса Христа святых последних дней»), хотя и не имеет такого влияния, как основная организация мормонов. В 1846 году после окончательного изгнания из штата Миссури и роста напряжения в Иллинойсе Бригам Янг возглавил крупнейшую вынужденную миграцию в американской истории, собрав святых последних дней из Наву и других мест Соединённых Штатов.
В 1847 году в поисках свободы вероисповедания мормоны добрались до местности, которая с 1850 года стала известна как территория Юта.
Колонисты расселились по обширной местности, которую сегодня иногда обозначают как «мормонский коридор». Бригам Янг зарегистрировал Церковь Иисуса Христа Святых последних дней как юридическое лицо и поначалу исполнял обязанности и религиозного, и государственного теократического лидера. Именно при нём мормоны стали практиковать полигамию открыто.
К 1857 году напряжённость между мормонами и другими американцами вновь усилилась — в основном из-за учения о многожёнстве и теократического управления. Разразилась так называемая война в Юте 1857—1858, в результате которой армия США овладела Ютой сравнительно бескровным путём. Бригам Янг согласился уйти от власти, и был заменён губернатором Альфредом Каммингом. Тем не менее мормоны по-прежнему имели огромный вес в политической жизни территории Юта.
После смерти Бригама Янга в 1877 году Церковью Иисуса Христа Святых последних дней руководили не менее деятельные президенты, которые противостояли попыткам федеральных властей заставить мормонов отказаться от полигамии. Конфликт привёл к тому, что в 1890 правительство запретило церковь и заморозило её банковские счета. Вскоре после этого президент Уилфорд Вудрафф издал «Манифест», иначе известный как «Официальное заявление-1», в соответствии с которым организация отказалась от многожёнства. Хотя уже заключённые полигамные браки не были расторгнуты и практика многожёнства не была прекращена полностью, отношения с властями заметно улучшились, и Юта получила статус штата. В 1904 году президент организации Джозеф Ф. Смит доказал на слушаниях в Конгрессе США, что организация не практикует полигамию, и издал «Второй манифест», в котором призвал прихожан окончательно отказаться от многожёнства. Вскоре церковь начала отлучать людей, которые не вняли предостережению. По сей день Церковь Иисуса Христа Святых последних дней активно отмежёвывается от так называемых мормонских фундаменталистов, которые практикуют полигамию.

### Церковь Иисуса Христа Святых последних дней сегодня
Церковь Иисуса Христа Святых последних дней часто подвергается критике за свои убеждения. Опрос журнала Newsweek показал, что 28 % американцев не станут голосовать за члена Церкви Иисуса Христа Святых последних дней.
В течение XX века организация существенно выросла и превратилась в международную. По данным отчёта Первого президента организации, на 2000 год, количество миссионеров составляло 60 784 человека, а количество членов организации по всему миру достигло 11 068 861. По тем же данным, но на 2011 год, число прихожан увеличилось до 14 441 346.
Церковь Иисуса Христа Святых последних дней официально активно поддерживает моногамию и нуклеарные семьи и время от времени играет заметную роль в обсуждении важных социальных проблем. Например, организация выступала против размещения ракет MX в Юте и Неваде, Поправки о равных правах, азартных игр (штат Юта один из двух, где запрещены азартные игры), однополых браков) и эвтаназии.
Во второй половине XX века Церковь Иисуса Христа Святых последних дней претерпела ряд важных изменений. Так, в 1978 году чернокожие получили право получать священство. Кроме того, время от времени происходят изменения в структуре и организации Церкви Иисуса Христа Святых последних дней, в основном направленные на приспособление к её росту и расширение международного присутствия. Так, в начале 1900-х была централизована деятельность носителей священства. В годы Великой депрессии организация разработала программу поддержки благосостояния прихожан. В сотрудничестве с другими религиозными организациями Церковь Иисуса Христа Святых последних дней начала также проводить масштабные благотворительные акции по всему миру.

### Источники вероучения

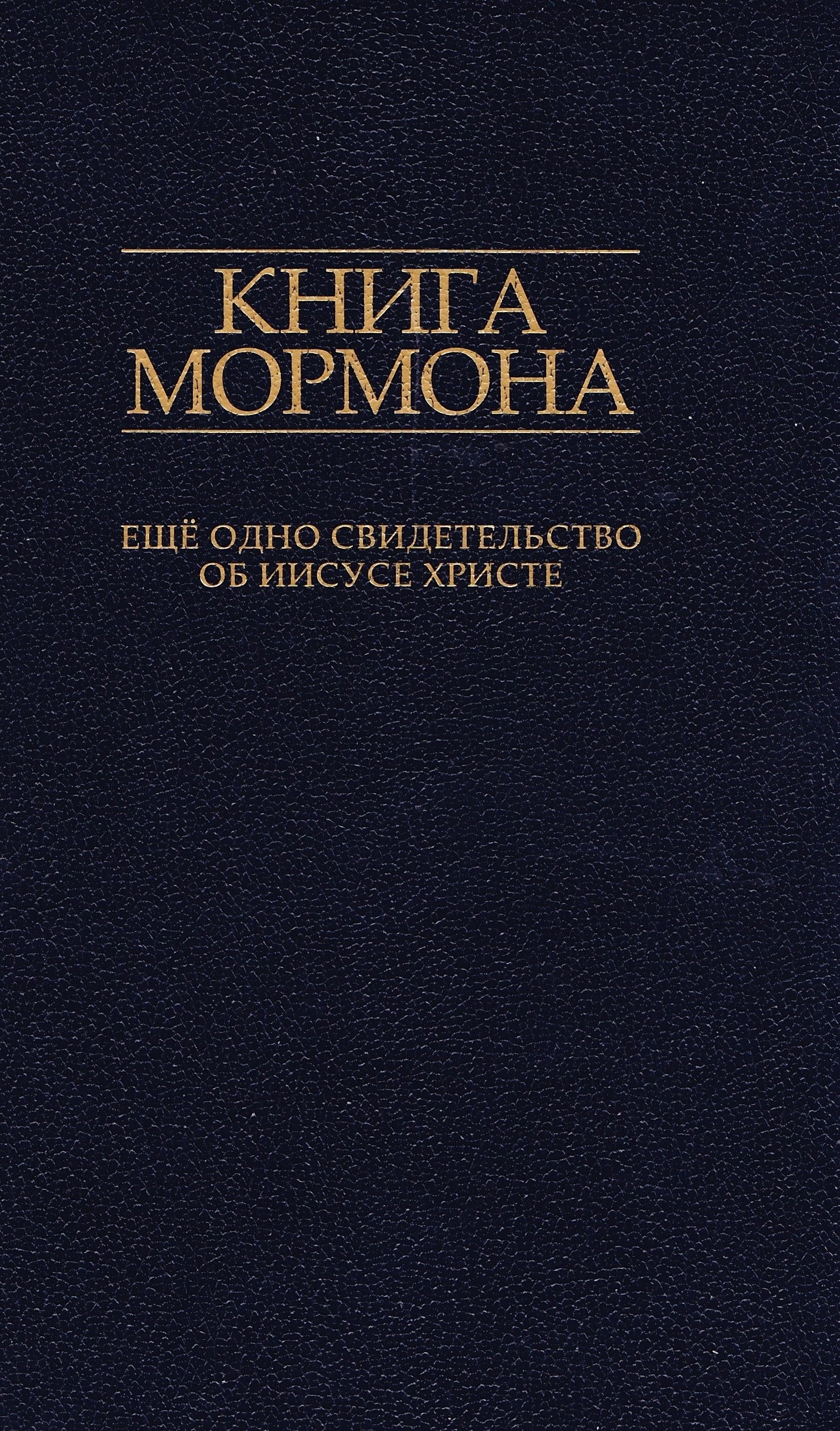
Книга Мормона

### Основные положения вероучения и обряды Церкви СПД

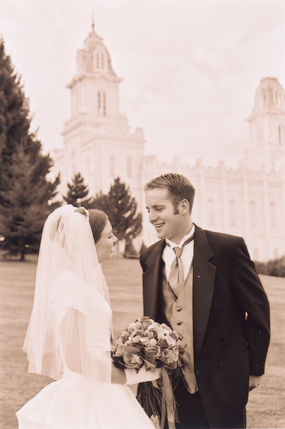
Супруги после обряда запечатывания на вечность в одном из мормонских храмов

### Сравнение с традиционным христианством

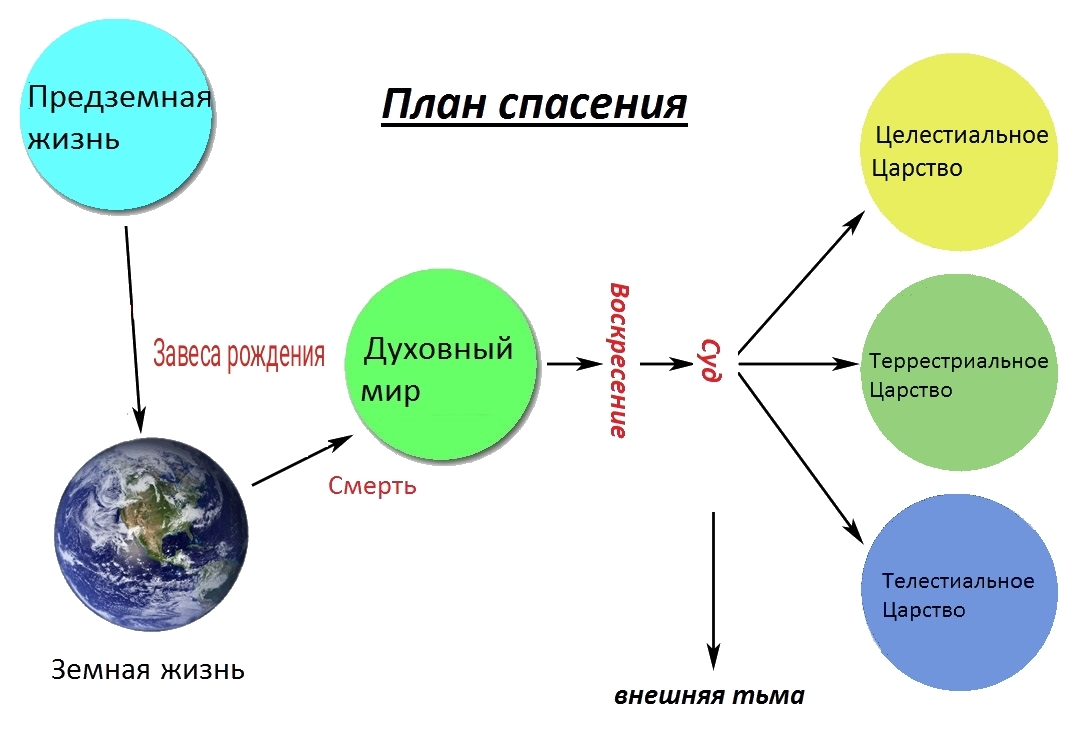
План спасения

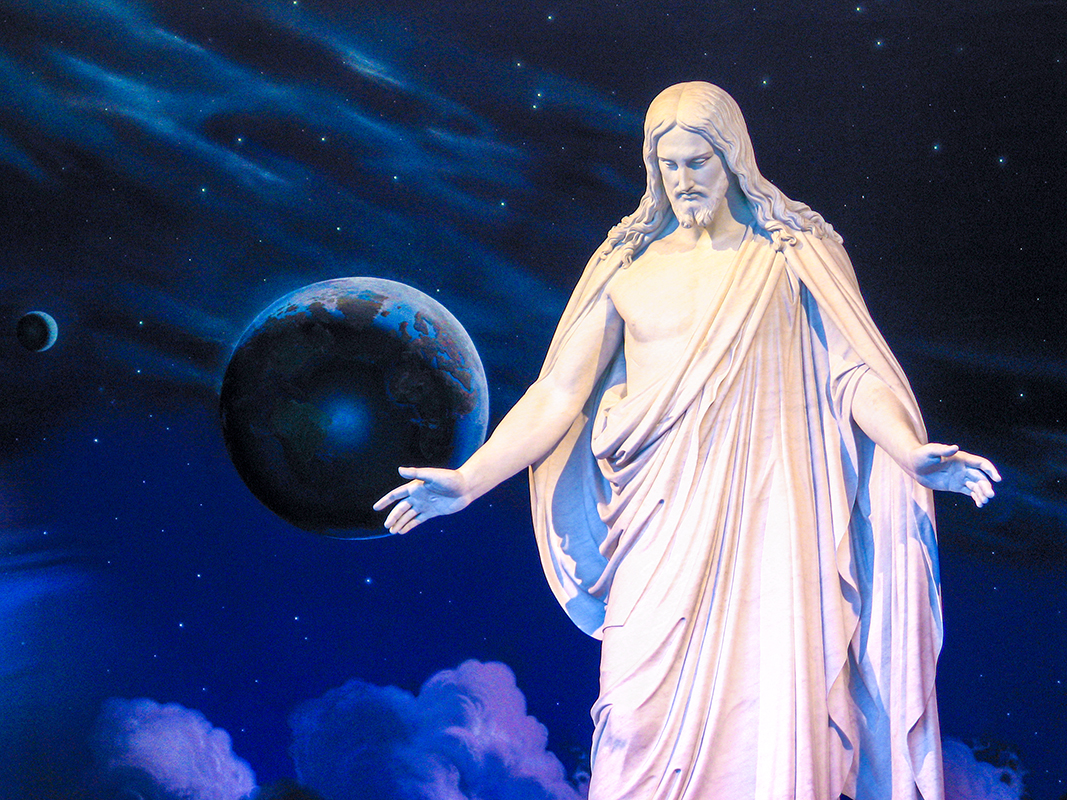
Копия изваяния Христа скульптора Бертеля Торвальдсена в Северном гостевом центре на Храмовой площади Солт-Лейк-Сити

## Учение и религиозная практика